# Thomas et ses amis
Pour les articles homonymes, voir Thomas.

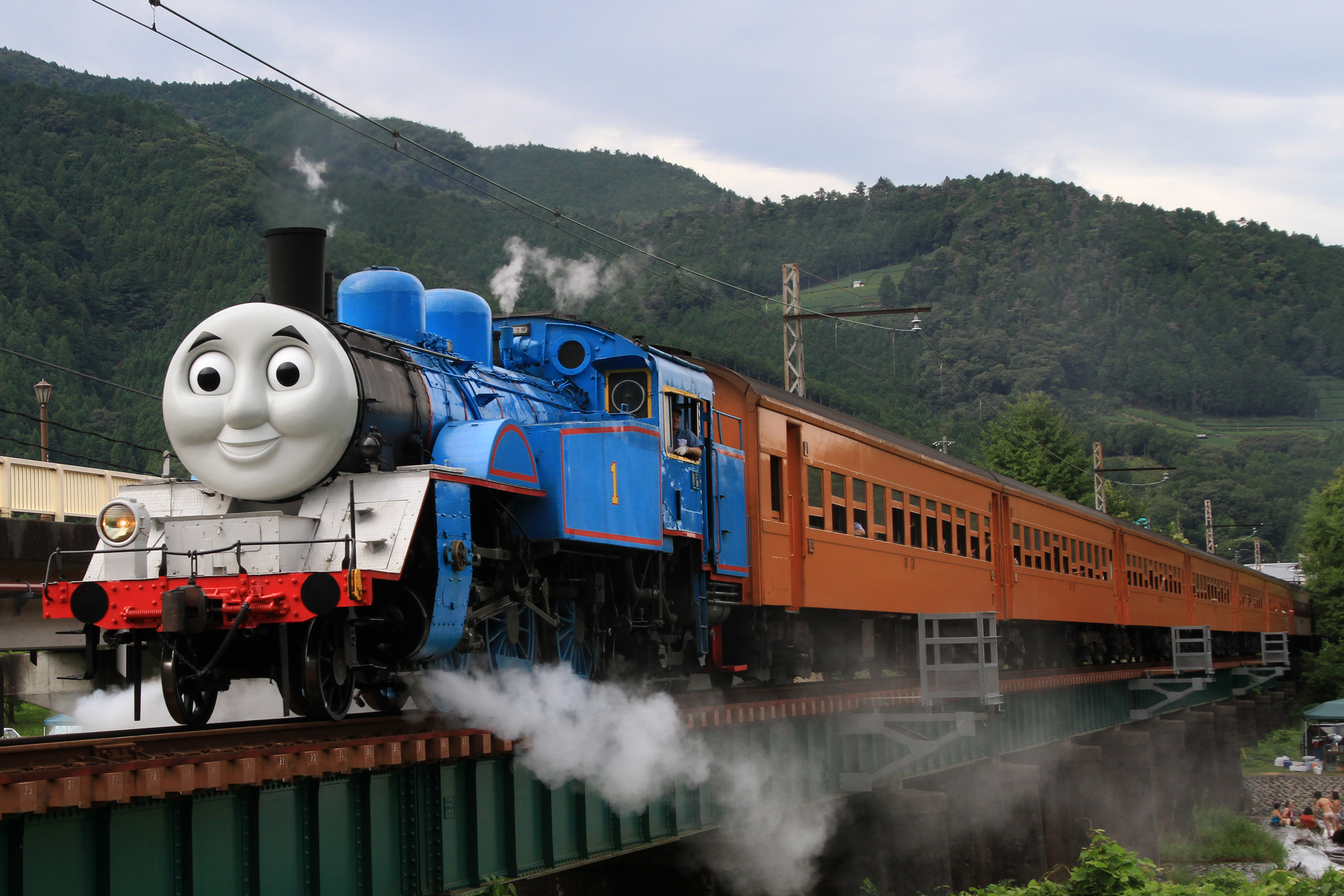
Classe C11 227 Ōigawa Railway

Thomas et ses amis (anciennement Thomas le Petit Train et ses Amis au Québec ; Thomas the Tank Engine and Friends, puis Thomas and Friends) est une série télévisée d'animation britannique en 584 épisodes d'environ 7 minutes, créée par Britt Allcroft d'après les livres de Wilbert Vere Awdry, et diffusée entre le 9 octobre 1984 et le 20 janvier 2021 sur le réseau ITV.

## Synopsis
Cette série pour enfants met en scène les aventures de Thomas, une locomotive anthropomorphe et de ses amis, trains et véhicules divers, sur l'île imaginaire de Sodor (Chicalor en français). Thomas et les autres locomotives parlent et communiquent avec les humains, auxquels ils obéissent tout en prenant parfois des initiatives dont les conséquences imprévues constituent autant de rebondissements. Fondamentalement, Thomas, le personnage principal, illustre les qualités de gentillesse, de dévouement, d'amour du travail bien fait et d'obéissance qui sont valorisées dans chaque épisode. Les livres sur lesquels se base la série sont eux-mêmes tirés d'histoires que l'auteur, Wilbert Vere Awdry, aurait créées à l'intention de son fils Christopher, alors que ce dernier était convalescent à la suite d'une rougeole. Les deux premières saisons de la série sont directement adaptées des ouvrages d'Awdry.

## Production

### Précurseurs
Bien avant la diffusion initiale du premier épisode de Thomas et ses amis le 9 octobre 1984, il existait déjà de nombreuses tentatives d'adaptation des histoires de Awdry. La première tentative date de 1953, lorsque l'éditeur de Railway Series, Eric Marriott, est contacté par British Broadcasting Corporation (BBC) qui souhaitait utiliser des modèles de trains afin d'adapter sur écran le premier ouvrage de Awdry originellement intitulé The Three Railway Engines. Des modèles de Hornby Dublo à échelle 00 sont d'abord utilisés, et les scènes authentiques tirées du livre sont produites ; le premier épisode, inspiré de The Sad Story of Henry, est diffusé en direct le soir du dimanche 14 juin 1953, depuis Lime Grove Studios,,. Néanmoins, la diffusion n'est pas un grand succès : une mauvaise manipulation de trajet cause le déraillement de Henry et les téléspectateurs assistent en direct à des remaniements manuels des rails, à des mouvements irréalistes, et à des effets sonores et musiques superposées,,. Le 23 février, cette diffusion fait la une des couvertures du Daily Telegraph et du Daily Mail ; Awdry en personne qualifie cet épisode d'« amateurisme »,,. De ce fait, la diffusion du second épisode programmée pour le 28 juin 1953 est repoussée, puis par la suite annulée,,. Après l'échec engendré par The Sad Story of Henry, la BBC propose en dernier recours à Awdry et aux éditions Railway Series une plus grande prise en main de la production des épisodes, mais les éditeurs déclinent l'offre, et préfèrent se focaliser sur la vente d'ouvrages.
Les histoires de Awdry reviennent une fois de plus sur la BBC : quatorze ans avant la diffusion de Thomas the Tank Engine and Friends, Jackanory (en),.

### Thomas the Tank Engine and Friends
En 1979, la productrice britannique Britt Allcroft réalise un documentaire sur la Bluebell Railway (en),, un chemin de fer touristique localisé dans le Sussex, un endroit ayant inspiré les ouvrages Railway Series. Pendant ses recherches précédant le tournage, Allcroft s'adonne à la lecture des ouvrages The Railway Series ; elle est amusée et grandement impressionnée par les histoires illustrées par Awdry, et remarque en ces termes : « il y a quelque chose dans ces histoires que j'étais persuadée pouvoir développer auprès des enfants » ; « J'ai ressenti une véritable émotion que je pouvais exploiter pour les tout petits. » Allcroft tente alors de convaincre Awdry de sa capacité, contre rémunération, à adapter ses histoires en une série télévisée - ses efforts sont récompensées, et elle acquiert les droits auprès des éditeurs de The Railway Series pour un coût estimé à 50 000 £,. Mais Allcroft se devait de travailler encore plus afin de récolter des fonds pour la production tout en essayant de garder le contrôle créatif ; plus tard, après plusieurs années de recherche et une seconde hypothèque sur sa maison, Allcroft parvient à récolter suffisamment d'argent auprès de sa banque,,,.
La production de la série est lancée en 1983 par Britt Allcroft Productions, Clearwater Features Ltd (la société de David Mitton et Robert D. Cardona) et la compagnie d'ITV Central Independent Television. La série est originellement tournée et produite par Clearwater à Londres, puis aux Shepperton Studios, dans le Middlesex. La première saison (1984) s'inspire des huit premiers ouvrages, et d'une illustration hors-série de Rev. W. Awdry, Thomas's Christmas Party. La seconde série (1986) s'inspire des histoires illustrées du neuvième ouvrage (Edward the Blue Engine) au trentième (More About Thomas the Tank Engine). Cet ouvrage est spécial car spécifiquement rédigé par Christopher Awdry pour son adaptation télévisée. La seconde saison se compose de 27 épisodes, sous le titre de Thomas, Percy and the Coal. Entre la production des seconde et troisième saisons, l'équipe de production se concentre sur deux autres séries en parallèle : dont TUGS, qui sera diffusée entre 1989 et 1990 sur Television South (TVS). Bien avant la production de la troisième saison, Clearwater ferme en 1990, et The Britt Allcroft Company en devient l'unique héritier. La série est diffusée entre 1991 et 1992 en deux parties, (la première composée de 16 épisodes, et l'autre de 10) pour un coût de £1,3 million. La quatrième saison est diffusée en deux parties également (la première composée de 10 épisodes, et l'autre de 16) entre 1994 et 1995. Les producteurs prévoient l'introduction de nouveaux personnages féminins Caroline, Nancy, et The Refreshment Lady, en réponse à des accusations sexistes contre la série deux ans auparavant,. La cinquième saison (1998) est un changement radical, du fait que tous les épisodes sont illustrés par Britt Allcroft et David Mitton sans histoires supplémentaires adaptées de Railway Series. Thomas and the Magic Railroad est diffusée en juillet 2000 au Royaume-Uni.

### Hit Entertainment
La Britt Allcroft Company (plus tard renommée Gullane Entertainment en 2000) est acquise par HiT Entertainment en septembre 2002,, une société spécialisée dans le divertissement pour enfants. Les sixième et septième saisons intronisent de nouvelles histoires et de nouveaux personnages, ainsi qu'une équipe de scénaristes. La sixième saison en 2002 est notable pour la création d'un spin-off inspirée des ouvrages Bob le bricoleur. En 2003, Britt Allcroft quitte sa fonction de producteur exécutif, laissant Peter Urie le seul producteur exécutif chez Gullane Entertainment, et Jocelyn Stevenson chez HiT Entertainment.
La huitième saison (2004) intronise un changement significatif de la série. La majeure partie de l'équipe de production de 1983 est dissoute, comme notamment Britt Allcroft, le réalisateur et scénariste David Mitton, et les compositeurs Mike O'Donnell et Junior Campbell (en),. Steve Asquith endosse le rôle du réalisateur, tandis que Simon Spencer remplace Phil Fehrle comme producteur. Les génériques sont composés par Ed Welch et Robert Hartshorne, respectivement. Hit Entertainment est plus tard acquis par Apax Partners, une société privée, en mars 2005. Un téléfilm, Calling All Engines! est diffusée peu après en 2005.
En septembre 2010, Apax se prépare à vendre HiT Entertainment et ses franchises, dont Thomas – considéré comme la plus rentable – afin d'éponger les dettes accumulées par HIT,,, en vend la compagnie en février 2012, ainsi que Thomas, au géant de jouets américain Mattel. À la 16e saison (2012), Sharon Miller démissionne de son rôle de scénariste.

## Épisodes
Au Royaume-Uni, la série est originellement diffusée sur ITV jusqu'en 2004 lorsque la série change de format pour être diffusée sur la chaîne Channel 5. En France, la série est initialement connue sous le nom de Thomas et ses amis le 21 Mars 1992 sur TF1 et en 1996 sur Cartoon network. depuis les années 2000, elle est en partie diffusée sur la chaîne Playhouse Disney, ainsi que sur France 5 dans Zouzous entre le 3 décembre 2008 et le 6 septembre 2011 sous le nom de Thomas le petit train. Au Québec, elle est diffusée sur Radio-Canada et en 2011 sur Yoopa. En 2014, la série sera diffusée sur Gulli en reprenant le nom original Thomas et ses amis.

## Distribution

### Personnages principaux
- Thomas (numéro 1)
- Édouard (numéro 2)
- Henry (numéro 3)
- Gordon (numéro 4)
- James (numéro 5)
- Percy (numéro 6)
- Toby (numéro 7)
- Duck (numéro 8)
- Donald (numéro 9)
- Douglas (numéro 10)
- Oliver (numéro 11)
- Emily (numéro 12)
- Nia (numéro 18)
- Rebecca (numéro 22)
- Hiro (numéro 51)

### Royaume-Uni/États-Unis
- Ringo Starr : le narrateur (1984-1991)
- Mark Moraghan : le narrateur (2013-2017)

### Royaume-Uni
- Michael Angelis
- John Hasler

### États-Unis
- George Carlin : le narrateur (1991-1996)
- Alec Baldwin : le narrateur (1998-2002)
- Michael Brandon : le narrateur (2003-2012)
- Joseph May

### France
- Gérard Boucaron puis Blanche Ravalec puis Philippe Catoire : Narration
- Tony Marot : Thomas, Percy, Duck, Harold, Monsieur Percival, Spencer, Stanley
- Fabrice Trojani : Edward, Henry, James, Donald et Douglas, Hank, Diesel, Bash, Dart, Winston, Duncan, Cranky, Toad
- Thibaut Lacour : Capitaine / Glynn / Jérôme / Samson / Postier / Ministre des transports / Theo
- Michel Lasorne : Chef de gare
- Yannick Blivet : Skiff / Hugo / Jack / Rex
- Bernard Demory / Caroline Hartpence / George Siena / Thibault Lacour / Martial Le Minoux / Blanche Ravalec : Voix additionnelles

Direction de doublage : Blanche Ravalec.

## Médias
- Thomas the Tank Engine and Friends, jeu vidéo de 1990.